# Legio V Parthica
Die Legio V Parthica (fünfte parthische Legion) war eine Legion der spätantiken römischen Armee, die wahrscheinlich gemeinsam mit der Legio IIII Parthica und Legio VI Parthica um das Jahr 300 n. Chr. von Diokletian aufgestellt wurde. Im Zuge der Neuordnung des Reiches war die Garnisonierung weiterer Truppen in den neugebildeten Provinzen des Ostens erforderlich geworden. Der Name war jedoch anachronistisch, da zu jener Zeit das Partherreich längst untergegangen war. An seine Stelle war das Sassanidenreich getreten. Das Legionsemblem wurde nicht überliefert.

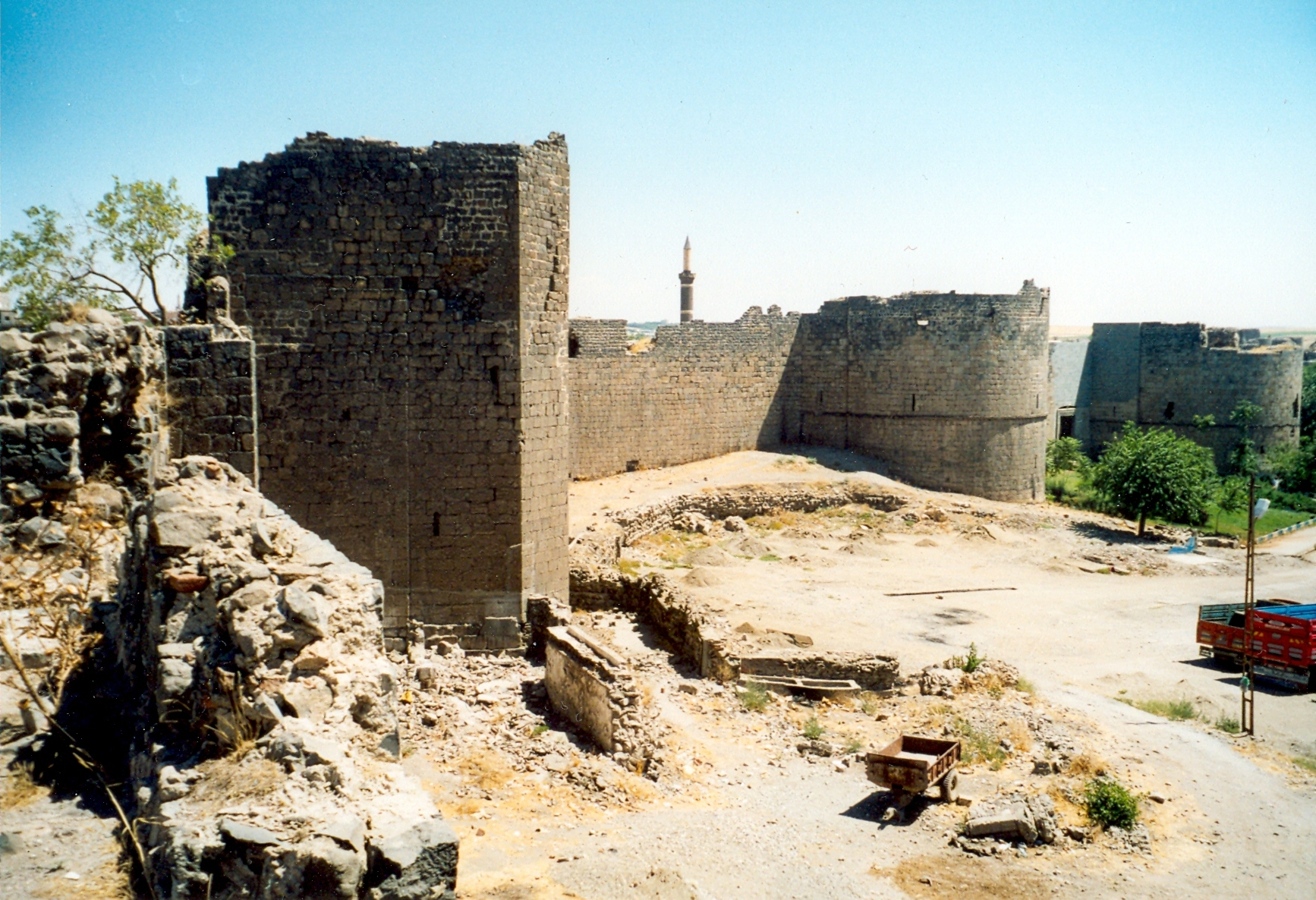
Stadtmauer von Amida

Die Legio V Parthica schützte mit einer beachtlichen Anzahl einheimischer Reiterei die Stadt Amida (Diyarbakır). In der Spätantike war Amida eine wichtige römische Festung an der Grenze zum persischen Sassanidenreich und wurde von Kaiser Constantius II. (324–361) stark befestigt. In Erwartung eines Angriffs der Sassaniden war die Garnison im Jahr 359 um sechs weitere Legionen verstärkt worden. Das waren Vexillationen der Legio XXX Ulpia Victrix und die Decumani Fortenses Legio X Fretensis sowie Praeventores, Superventores und die Legionen der ehemaligen Usurpatoren Magnentius und Decentius Magnentiani und Decentiani.
Amida wurde 73 Tage vom Sassanidenkönig Schapur II. belagert und schließlich gestürmt (siehe Belagerung von Amida). Die Verteidiger erlitten hohe Verluste. Der römische Geschichtsschreiber Ammianus Marcellinus, damals dort als Soldat stationiert, beschrieb später, wie er mit zwei Kameraden aus der Stadt entkam und schließlich Melitene erreichte. Die Legio V Parthica wurde aufgerieben und nicht wieder aufgestellt.